# Talisker (rivier)
De Talisker is een rivier op Isle of Skye in Schotland. De rivier stroomt naast het dorp Talisker en is ongeveer zes kilometer lang. De Talisker start op de bergen Arnaval en Stockval. Het heeft twee zijrivieren, namelijk de Allt a' Bhàthaich en de Huisgill Burn. De Talisker mondt uit in de Talisker Bay.